# Ngamini
Ngamini är ett utdött australiskt språk. Ngamini talades i delstaten Sydaustralien och tillhörde de pama-nyunganska språken.